# Hydrocyphon australis
Hydrocyphon australis là một loài bọ cánh cứng trong họ Scirtidae. Loài này được Lindner miêu tả khoa học năm 1864.